# 達家真姫宝
達家 真姫宝（たつや まきほ、2001年〈平成13年〉10月19日 - ）は、日本のアイドルであり、女性アイドルグループ・花いろはのメンバーである（「達家まきほ」名義）。AKB48、煌めき☆アンフォレント、夜宙☆ShiNew'の元メンバー。東京都出身。

## 略歴

### AKB48時代
2013年1月19日、AKB48第15期研究生オーディションに合格。10月28日、仮研究生から研究生に昇格。チームBウェイティング公演でバックダンサーデビュー。
2014年2月7日、チームAウェイティング公演で劇場公演デビュー。2月24日、「AKB48グループ大組閣祭り～時代は変わる。だけど、僕らは前しか向かねえ!～」において、正規メンバーへの昇格とチームAへの所属が発表される。
2015年3月26日、「AKB48春の単独コンサート～ジキソー未だ修行中!～」での「春の人事異動」において、チームBへの異動が発表。
2017年8月29日、「豆腐プロレスThe REAL 2017 WIP CLIMAX in 後楽園ホール」（後楽園ホール）に、「トルネードたつまき」のリングネームで参加。15分1本勝負で、さっほー岩立（岩立沙穂）に片逆エビ固めで敗北。
2017年12月8日のAKB48劇場12周年記念公演において、村山彩希率いるチーム4への異動を発表。翌2018年2月23日には再び豆腐プロレスによるイベント「豆腐プロレスThe REAL 2018 WIP QUEENDOM in 愛知県体育館」（愛知県体育館）に、トルネードたつまきとして6人タッグマッチに参加。
2020年10月28日、この日行われたSHOWROOM配信にてグループ卒業を発表。同年12月10日、チーム4「手をつなぎながら」公演において、生誕祭およびAKB48卒業公演が行われた。

### キラフォレ〜夜宙☆Shinew’時代

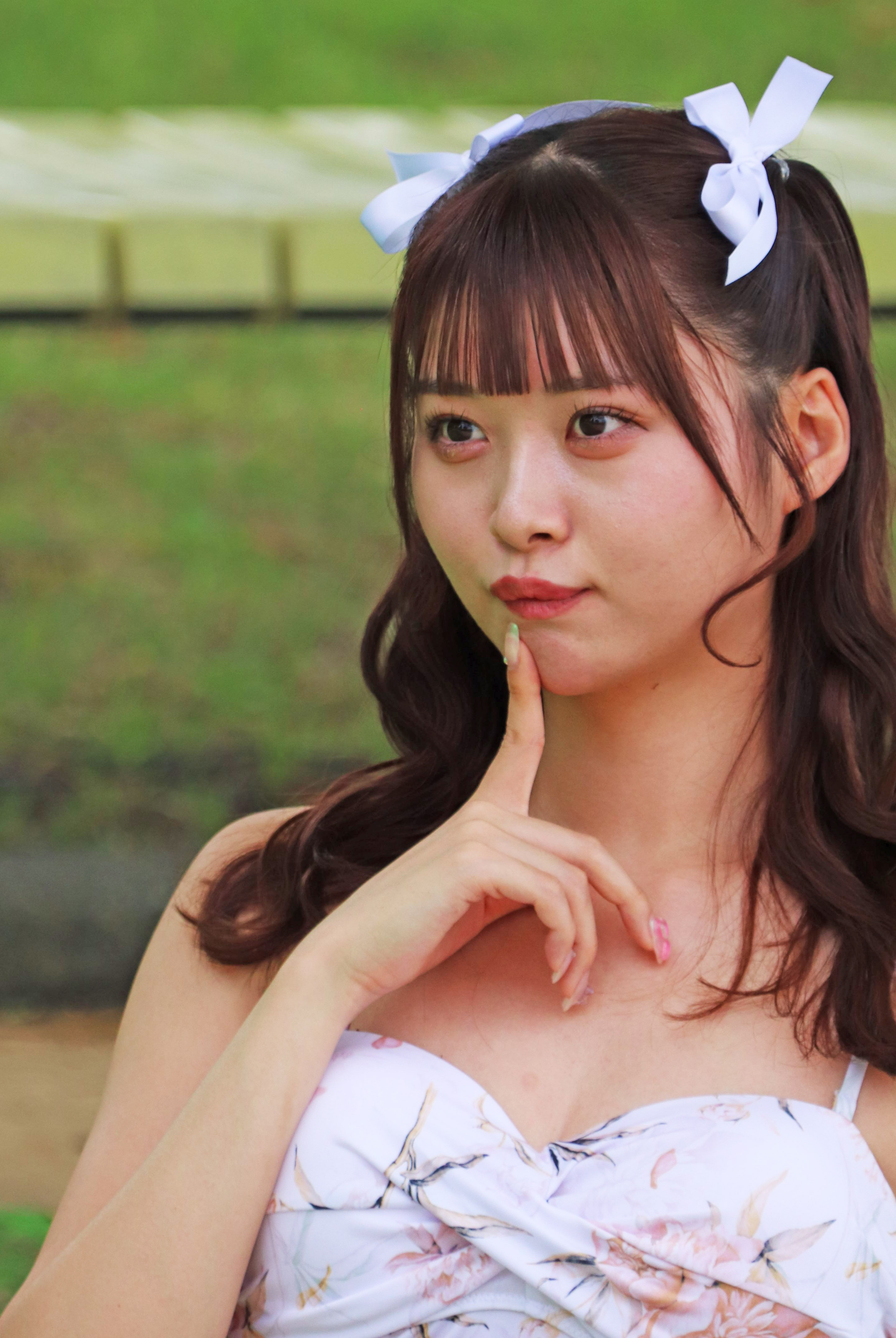
2022年撮影

2021年1月14日、煌めき☆アンフォレント公式Twitterにおいて、新メンバーとして加入することを発表。1月18日、渋谷・TSUTAYA O-EASTで開催された「煌めき☆アンフォレント新体制お披露目ツアー-新宇宙±ワープドライブII- 東京公演」において、メンバーとして活動開始。
2022年2月26日、AKB48劇場で開催された「僕の太陽リバイバル公演」にゲスト出演。
2023年1月19日、初の写真集『オトナになったね、まきちゃん 達家真姫宝写真集』を双葉社より発売。セミヌードに挑戦。同年1月30日、この日のライブをもって、煌めき☆アンフォレントが活動休止。同年3月28日、後継グループ「夜宙☆ShiNew’」の結成が発表され、同グループメンバーとして活動することを発表。6月30日、AKB48劇場で開催された「15期生10周年特別公演」に出演。
2024年1月27日に契約満了のため、「夜宙☆ShiNew’」を卒業。所属事務所トイプラも退所した。

### 花いろは時代
2024年6月20日、アイドルグループ・花いろはに、「達家まきほ」として加入することが発表される。同27日の「アイドルのいろは」から活動開始となる。それまで佐倉ちひろ→兎咲ななみが歴任していた赤を担当カラーとしている。

## 人物
- AKB48昇格時は12歳だった。20歳から一人暮らし[18]。
- アイドルとしての夢は写真集を出すことで、「私はずっと昔からグラビアがやりたいと言っていた」とのこと。AKB時代は年齢もあり、グラビア活動は行わなかったが、卒業後より水着グラビアを開始。プール撮影会などにも参加している[19]。写真集ではヌードになったが、スタイルをよく見せるための表現と捉えており、「心配の声もあるけど、むしろ見てほしい」と回答している[20]。

## 作品

### イメージビデオ
- Treasure～まきちゃんと初めてのデート（沖縄編）～/達家真姫宝（2021年6月25日、リバプール）
- まきちゃんとユートピア！/達家真姫宝（2021年11月26日、リバプール）
- まきちゃんといっしょ/達家真姫宝（2023年3月17日、双葉社）[21]

### 写真集
- オトナになったね、まきちゃん 達家真姫宝写真集（2023年1月19日、双葉社、撮影：横内禎久）[14]

## 出演

### 舞台
- 劇団ドリームプリンセス
  - 「スリーアウト!〜サヨナラ篇〜」（2018年9月5日 - 9日、新宿村LIVE）[22]
  - 「13月の女の子」（2019年6月29日 - 7月7日、シアターモリエール）[23]

### 映画
- スリーアウト!〜プレイボール篇〜（2019年）萌美役[24]